# Jean Absat
Jean Absat (Carcassonne, 1593 – 1651) è stato uno scrittore e mistico francese.

## Biografia
Scrittore e viaggiatore di origine occitana, Jean Absat nasce a Carcassonne nel 1593. Figlio di François, ciabattino dell’antico borgo della città, Absat vive la propria infanzia e adolescenza nell’ambiente protetto della provincia del midì francese. Nonostante le sue modeste origini Absat dimostra, sin da giovanissimo, uno spiccato interesse per la filosofia e l’astronomia. 
Sebbene in apparenza destinato a seguire le orme del padre, Jean, a ventitré anni, obbedendo alla sua profonda sete spirituale, decide di abbandonare la propria famiglia e la piccola Carcassonne. Un’autentica quête che lo avrebbe portato, dopo un lungo e avventuroso viaggio per mare e per terra, dapprima in Persia, nella splendida Isfahan e, da lì, qualche anno dopo, per diverse contrade del Medio Oriente e dell’Asia in cerca di un maestro che potesse svelargli i misteri che il suo palpitante cuore reclamava con forza. Nel corso degli anni, i numerosi viaggi compiuti e il contatto diretto con le antiche dottrine mistiche ancor attive all’epoca in queste remote regioni, permisero ad Absat di elaborare una visione spirituale coerente, come anche di sviluppare un personalissimo, quanto concreto, itinerario di autoconoscenza, fondato su un impiego consapevole del corpo e delle sue intrinseche potenzialità.

## Opere
Distillato del pensiero e della ricerca interiore di Absat è l'opera "Corps et prière: Noblesse d'un fil d'hèrbe", volume rinvenuto in edizione originale a Shiraz, in Iran, nel 1996 dall'iranista Claude H. L'opera è stata pubblicata, per la prima volta, in traduzione italiana con il titolo: Jean Absat (a cura di M.Nicoletti), "Corpo e preghiera: nobiltà di un filo d'erba", Paris, Le loup des steppes, 2017.